# Fritzschia
Fritzschia es un género  de plantas fanerógamas pertenecientes a la familia Melastomataceae. Comprende seis especies descritas y de estas, solo cinco aceptadas.

## Taxonomía
El género fue descrito por Adelbert von Chamisso y publicado en Linaea 9(3): 397–398. 1834.

## Especies aceptadas
A continuación se brinda un listado de las especies del género Fritzchia  aceptadas hasta mayo de 2014, ordenadas alfabéticamente. Para cada una se indica el nombre binomial seguido del autor, abreviado según las convenciones y usos:
- Fritzschia anisostemon Cham.
- Fritzschia erecta Cham.
- Fritzschia integrifolia Cham.
- Fritzschia punctulata Naudin
- Fritzschia recubans Glaz.